# Utmätning
Utmätning är en  juridisk term som innebär att en borgenär, den som har en fordran, begär ett myndighetsingripande som tar i anspråk fast eller lös egendom ifrån gäldenären, den betalningsskyldige. I Sverige sker detta genom Kronofogdemyndigheten, liknande myndigheter i andra länder kallas utsökningsväsendet.
Kronofogdemyndigheten kan besluta om utmätning av lön (löneutmätning), vilket innebär att arbetsgivaren tar ett bestämt belopp från den anställdas lön och betalar in den summan till Kronofogdemyndigheten. 

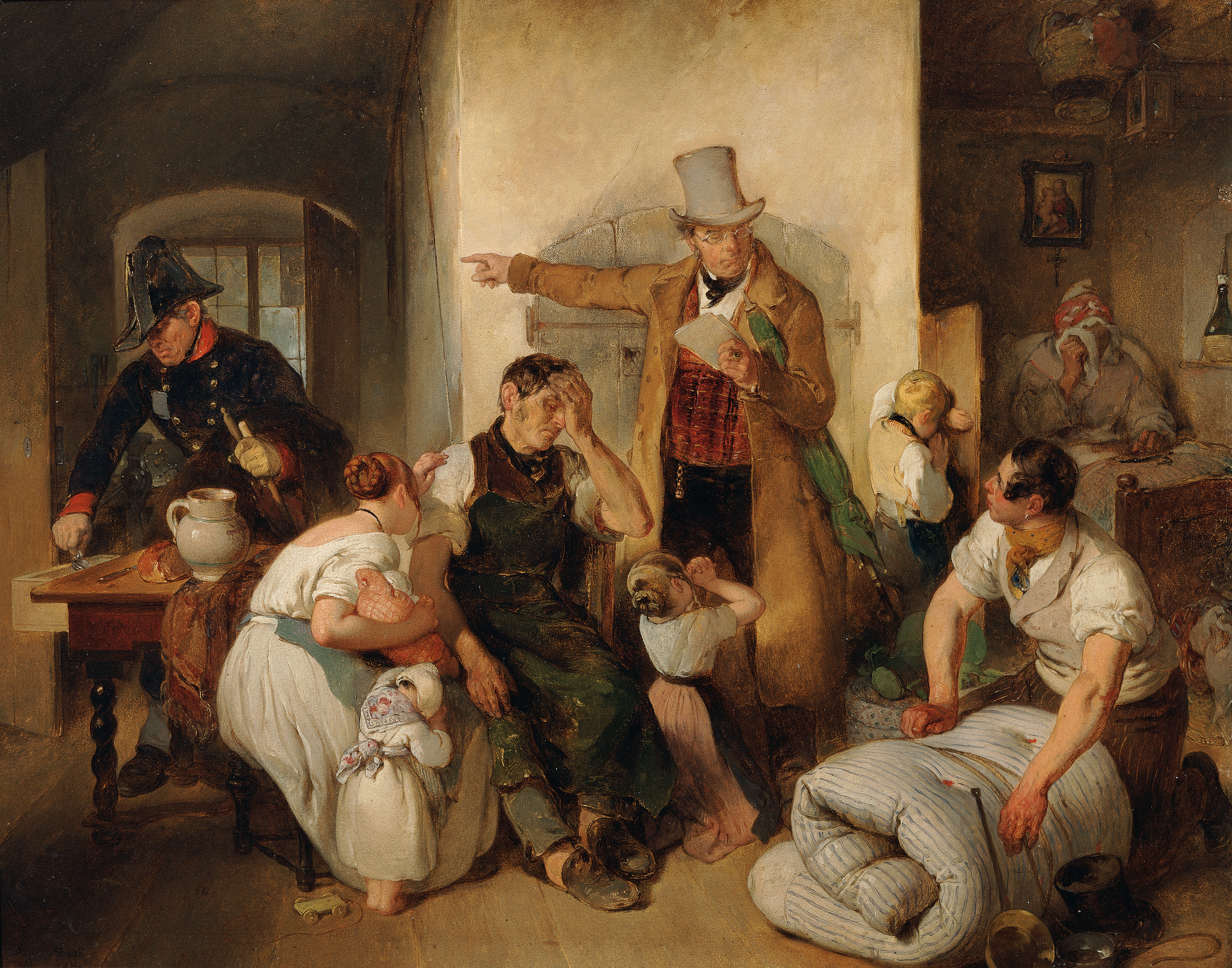
Österrikisk kronofogde mäter ut egendom av familj som inte betalat för sig.

## Egendom som kan mätas ut
Myndigheten kan bara mäta ut egendom som tillhör gäldenären, enligt 4 kapitlet 17-19 § utsökningsbalken. Föremål som finns i gäldenärens besittning förutsätts tillhöra gäldenären om det inte kan bevisas att någon annan äger det. Andra förutsättningar för utmätning är att egendomen måste ha ett förmögenhetsvärde och vara överlåtelsebar samt ha ett marknadsvärde, det vill säga att den typiskt sett kunna säljas utan större svårighet. Ett utmätningsbeslut får bara meddelas om det överskott som uppkommer för borgenären gör åtgärden försvarlig. I första hand ska sådan egendom utmätas som kan räcka för att betala fordran, och vars utmätning medför minsta kostnad, förlust eller annan olägenhet för gäldenären. Kronofogdemyndigheten är skyldig att självmant ta hänsyn till gäldenärens behov av medel för dennes försörjning med mera.

## Exekutionstitel
För att Kronofogdemyndigheten ska kunna verkställa en utmätning krävs en exekutionstitel av något slag, exempelvis en allmän domstols dom eller ett utslag i mål om betalningsföreläggande. I vissa fall kan även ett mellan parterna ingånget avtal utgöra en exekutionstitel. Verkställighet av det allmännas fordringar, såsom skatter och avgifter, grundas på förvaltningsmyndighets beslut eller förvaltningsdomstols beslut eller dom. En exekutionstitel kan avse ett anspråk på betalning, utkrävande eller bortforslande av viss lös egendom eller hinder m.m.

## Exekutiv försäljning
Utmätt egendom ska säljas och borgenärens fordran betalas med de influtna medlen. Egendomen kan bestå av fast egendom eller lös egendom som har ett kommersiellt ekonomiskt bytesvärde. Efter utmätning får gäldenären inte utföra några åtgärder med egendomen till skada för sökanden, 4 kap. 29 § utsökningsbalken. Olovlig överlåtelse blir i princip ogiltig och faller under straffansvar enligt 17 kap. 13 § brottsbalken,  överträdelse av myndighets bud. Vanlig lös egendom ska enligt 9 kap. 2 § utsökningsförordningen säljas inom två månader från utmätningen. Att en part överklagar utmätningen innebär inte att försäljningen stoppas, men försäljning kan stoppas efter beslut av tingsrätten (inhibition). Efter fördelning av köpeskillingen tillfaller eventuellt överskott gäldenären.

## Specialexekution
Utmätning får inte förväxlas med konkurs. Utmätning omfattar endast viss individuellt bestämd egendom (så kallad specialexekution), medan konkurs är en tvångslikvidation av gäldenärens hela förmögenhet, egendom och utestående fordringar, som tas i anspråk (så kallad generalexekution) av en fordringsägare (borgenär).